# Johan Låstbom
Johan Låstbom, född 18 oktober 1732 på Ransäters bruk, Ransäters socken, Värmlands län, död 1802 i Uppsala, var en svensk universitetslärare. 
Låstbom blev 1758 filosofie magister i Uppsala. År 1759 fick enligt donators önskan den professur i praktisk ekonomi som instiftats av den värmländske brukspatronen Eric Borgström. Tillsammans med sin då ännu oavlönade adjunkt Emanuel Ekman utgav han 1765 veckoskriften Oeconomiska tidningar. Låstbom insamlade också jordbruksredskap och författade Utkast til kunskap om swenske landtmannaredskaper (i Hushållnings-Journal 1780). Han sökte förgäves bättre avlönade professurer – praktisk filosofi 1764 och juridisk ekonomi 1770 och 1772. Låstbom prästvigdes 1771, promoverades till teologie doktor 1779 och uppfördes i tredje förslagsrummet vid biskopsvalet i Karlstads stift 1787. Han befordrades 1790 till förste teologie professor och domprost i Uppsala.